# Lergravsbäcken
Lergravsbäcken (ook wel Lergravsån) is een van de (relatief) kleine riviertjes die de Zweedse provincie Gotlands län rijk is. De Lergravbäcken is genoemd naar het natuurpark Lergrav met zijn steenformaties (onder andere een Madonna met kind). Het riviertje dat de afwatering zou moeten regelen voor een plaatselijk moeras is in de loop der tijden volledig dichtgegroeid. Dat heeft nadelige gevolgen gehad voor met name de snoek, die de beek niet meer op kan zwemmen om te paaien. Er is daarom besloten de begroeiing te snoeien, tot genoegen van de snoek en de sportvissers, die in de bijbehorende baai (Lergravsviken) vissen.